# Міндельгайм
Міндельгайм (нім. Mindelheim) — місто в Німеччині, знаходиться в землі Баварія. Підпорядковується адміністративному округу Швабія. Входить до складу району Унтеральгой.
Площа — 56,44 км2. Населення становить 15 247 ос. (станом на 31 грудня 2020).

## Відомі уродженці
- Йохен Раймер — німецький хокеїст.
- Патрік Раймер — німецький хокеїст.

## Галерея

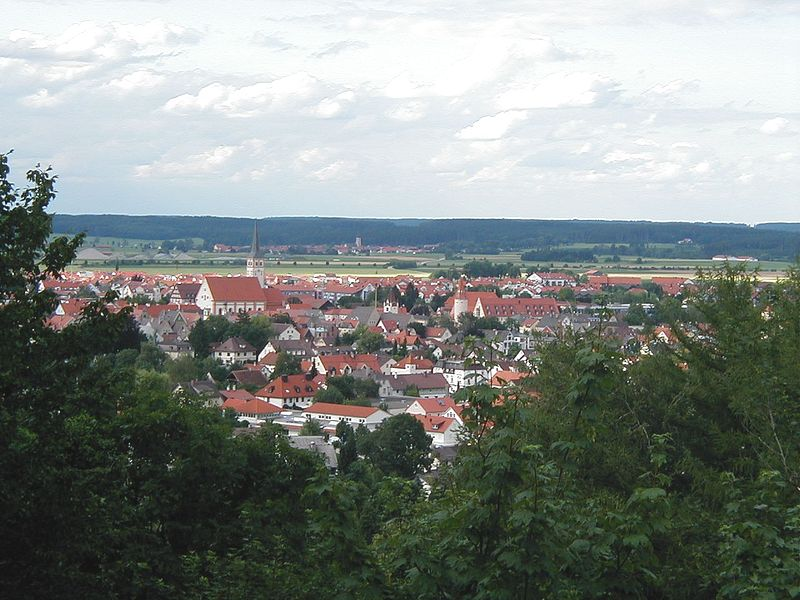
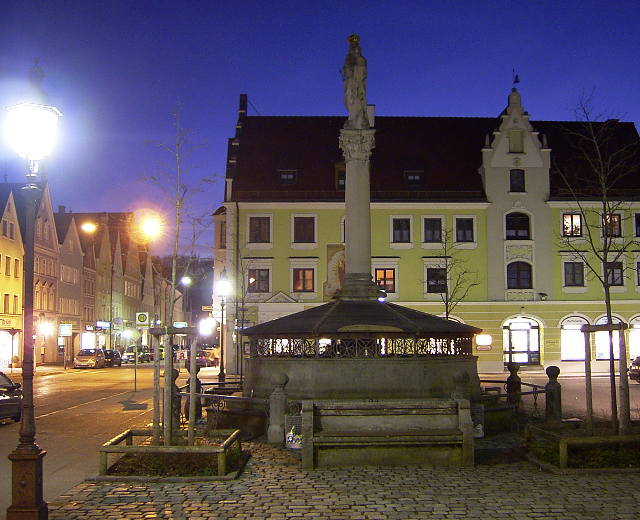
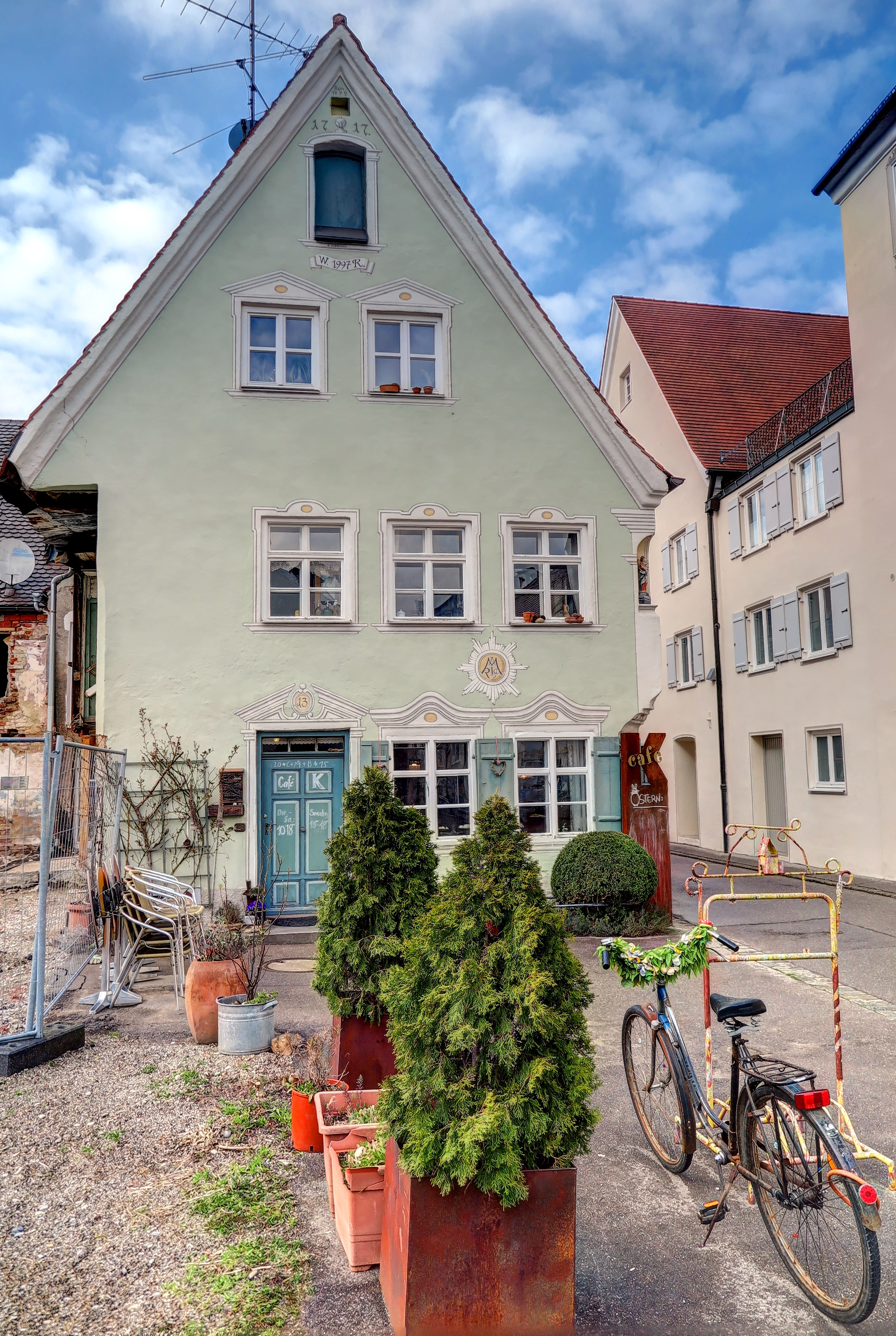
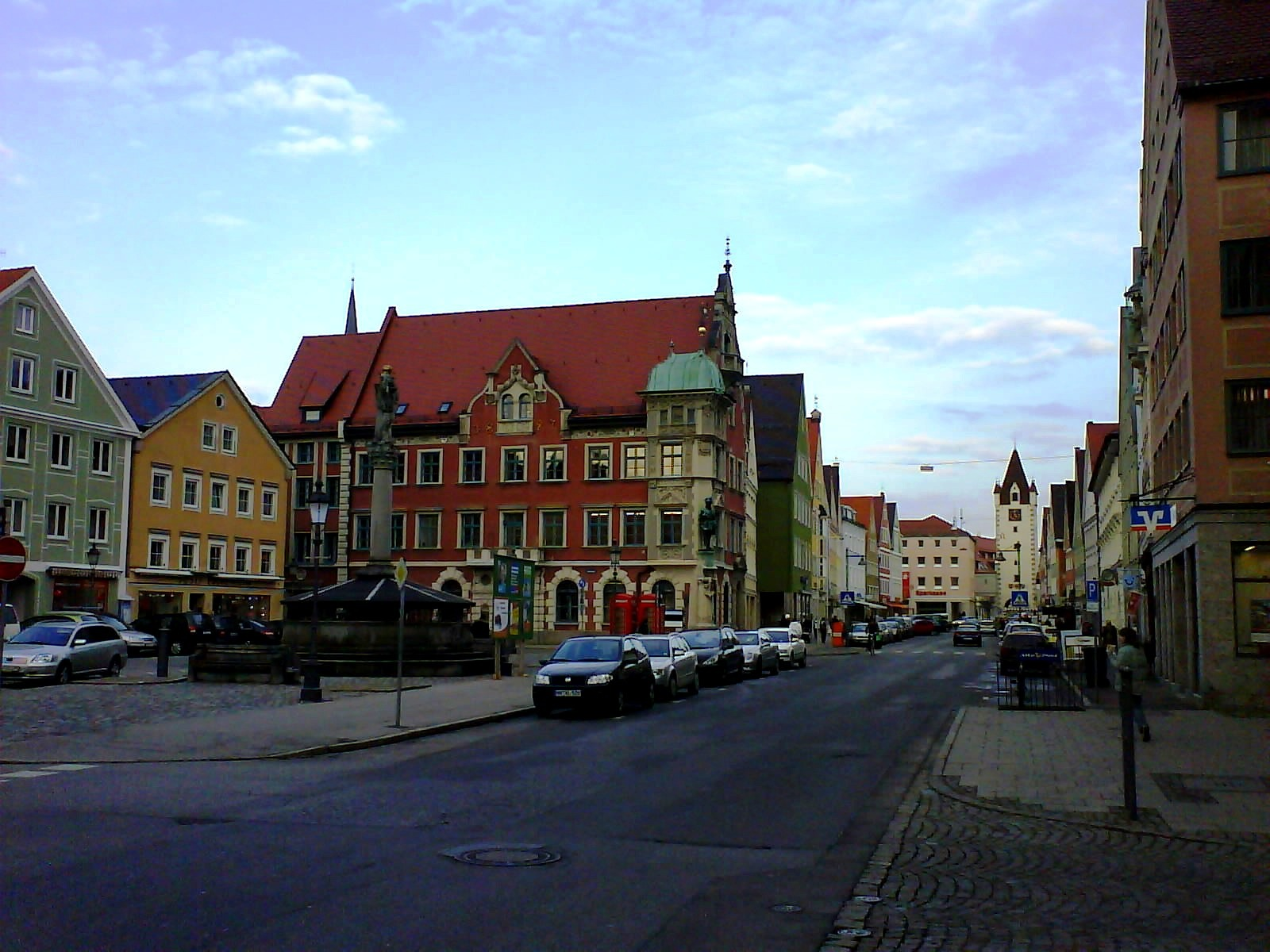
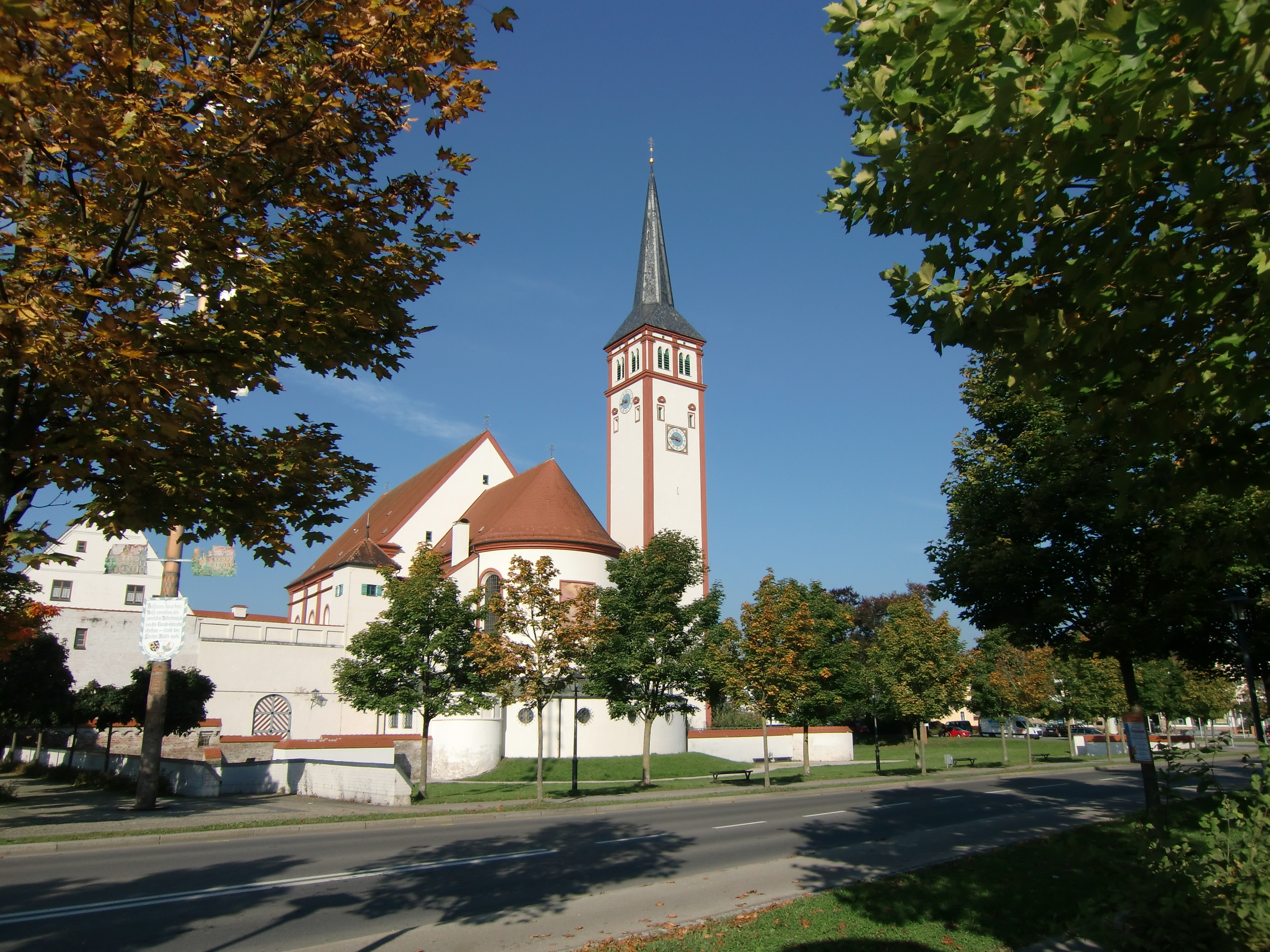
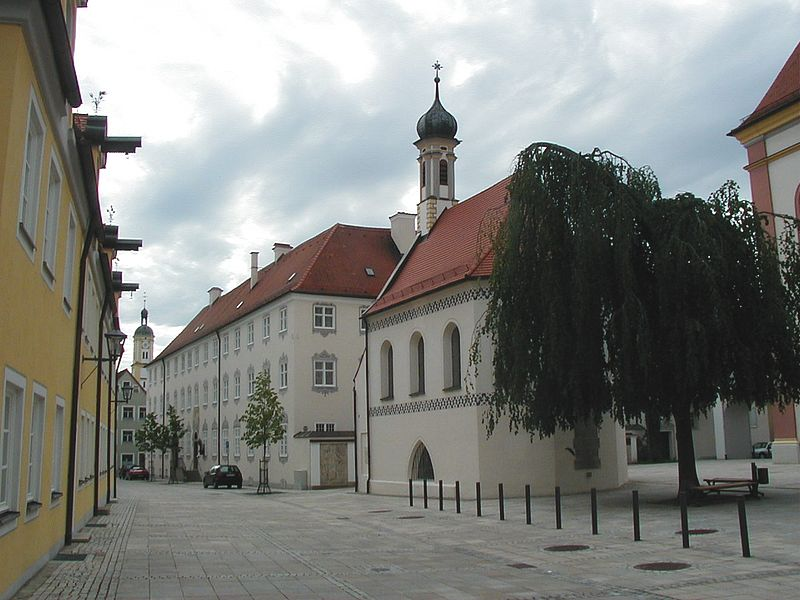